# Грузька (притока Улички)
Грузька — річка в Україні, у Шосткинському районі Сумської області. Права притока Улички (басейн Дніпра).

## Опис
Довжина річки приблизно 2,3 км.

## Розташування
Бере початок на північній стороні від Нової Гути. Спочатку тече на північний, а потім на південний захід і на північно-східній околиці Старої Гути впадає у річку Уличку, праву притоку Знобівки.